# Latanoprost
Latanoprost (łac. latanoprostum) – wielofunkcyjny organiczny związek chemiczny, prolek, analog prostaglandyny, stosowany w leczeniu stanów przebiegających z podwyższonym ciśnieniem śródgałkowym.
Latanoprost jest antagonistą receptora DP1 dla prostaglandyny D2 (PGD-2). Prolek ten jest nieaktywnym estrem izopropylowym kwasu latanoprostowego, który po hydrolizie do kwasu latanoprostowego, podczas przenikania przez rogówkę, uzyskuje aktywność biologiczną.

## Zastosowanie
Latanoprost jest wskazany w leczeniu:
- jaskry z otwartym kątem przesączania
- nadciśnienia śródgałkowego.

Znajduje się na wzorcowej liście podstawowych leków Światowej Organizacji Zdrowia (WHO Model Lists of Essential Medicines) (2015) i jest dopuszczony do obrotu w Polsce (2018).

## Działania niepożądane
Latanoprost może powodować następujące działania niepożądane u ponad 1% pacjentów: zwiększenie pigmentacji tęczówki, przekrwienie spojówek, podrażnienie oka (uczucie pieczenia, chropowatości, swędzenia, kłucia lub wrażenie obecności ciała obcego w oku), wydłużenie, pogrubienie, pociemnienie i/lub zwiększenie ilości rzęs.